# Flufenazin
A flufenazin erős hatású, fenotiazin-típusú neurolepticum, a klasszikus antipszichotikumok csoportjába tartozó vegyület. 
A VIII. Magyar Gyógyszerkönyvben az alábbi neveken hivatalos:
| Flufenazin-dekanoát                              | Fluphenazini decanoas                                       |
| Flufenazin-enantát                               | Fluphenazini enantas                                        |
| Flufenazin-dihidroklorid (Flufenazinhidroklorid) | Fluphenazini dihydrochloridum (Fluphenazini hydrochloridum) |

## Hatása
A skizofrénia kialakulásában a dopamin-receptorok kóros érzékenységének tulajdonítanak szerepet. A flufenazin más, szokványos neuroleptikumoknál nagyobb mértékben gátolja az agyi dopaminerg D2- és D1-receptorok működését. Ezen kívül - a többi neurolepticumhoz hasonlóan, azonban azokhoz képest kevésbé kifejezetten - az 5HT2- és 5HT1-receptorokat, az adrenerg receptorokat, a hisztaminerg H1-receptorokat és a kolinerg muscarin-receptorokat is gátolja. Mindezek következtében antikolinerg és szedatív hatása gyengébb a többi, klasszikus neurolepticuménál. A dopamin-receptorok blokádja mindhárom (a nigrostriatalis, mesolimbicus, és tuberoinfundibularis) dopamin-rendszerben érvényesül. Ebből adódóan a terápiás hatást mellékhatások jelentkezése kísérheti; legfőképpen extrapyramidalis tünetekre és a prolactin-elválasztás fokozódásának következményeire kell számítani. 

## Fordítás
- Ez a szócikk részben vagy egészben  a   Fluphenazine című angol Wikipédia-szócikk fordításán alapul.  Az eredeti cikk szerkesztőit annak laptörténete sorolja fel. Ez a jelzés csupán a megfogalmazás eredetét és a szerzői jogokat jelzi, nem szolgál a cikkben szereplő információk forrásmegjelöléseként.